# Рипли (Оклахома)
Рипли (енгл. Ripley) град је у америчкој савезној држави Оклахома.

## Демографија
По попису из 2010. године број становника је 403, што је 41 (-9,2%) становника мање него 2000. године.
| Група             | 2000.       | 2010.       |
| Белци             | 392 (88,3%) | 351 (87,1%) |
| Афроамериканци    | 0 (0,0%)    | 4 (1,0%)    |
| Азијати           | 0 (0,0%)    | 0 (0,0%)    |
| Хиспаноамериканци | 6 (1,4%)    | 14 (3,5%)   |
| Укупно            | 444         | 403         |